# Độ sâu hố
Độ sâu hố của bất kỳ hành tinh hoặc vệ tinh tự nhiên nào, chỉ cần nó là hố va chạm, miệng núi lửa, hoặc là hố nổ - là có thể đo được từ bề mặt tới đáy của hố, hoặc từ vành hố đến đáy.

Sơ đồ độ sâu của hố va chạm

Sơ đồ trên thể hiện đầy đủ cách nhìn của một hố điển hình. Độ sâu "A" đo từ bề mặt tới đáy của hố. Độ sâu "B" đo từ vành hố đến đáy của hố.

## Khái niệm và Đo lường
Sử dụng các khái niệm sau, một hố có thể được đo lường theo:
- Chỉ số đo lường
- Quy mô (Khoảng cách)
- Hình dạng
- Đồ thị
- Vẽ kết quả[1]

Phương pháp để đo một hố là đo chiều dài hình rọi bóng theo vành hố và góc tới của tia sáng. Trong cách đo lường này, dùng công thức tam giác để tính d (độ sâu của bóng) bằng cách dùng L (chiều dài của bóng) và Ø (góc tới). Vậy, tan Ø = d/L và L * tan Ø = d